# Leucania pastea
Leucania pastea är en fjärilsart som beskrevs av George Francis Hampson 1905. Leucania pastea ingår i släktet Leucania och familjen nattflyn. Inga underarter finns listade i Catalogue of Life.